# 551231 Żywiec
551231 Żywiec è un asteroide della fascia principale. Scoperto nel 2013, presenta un'orbita caratterizzata da un semiasse maggiore pari a 2,3789638 au e da un'eccentricità di 0,2243117, inclinata di 12,93639° rispetto all'eclittica.
Dal 5 al 28 luglio 2021, quando 560354 Chrisnolan ricevette la denominazione ufficiale, è stato l'asteroide denominato con il più alto numero ordinale. Prima della sua denominazione, il primato era di 546843 Xuzhijian.
L'asteroide è dedicato all'omonima località polacca.